# العلاقات الرواندية الروسية
العلاقات الرواندية الروسية هي العلاقات الثنائية التي تجمع بين رواندا وروسيا.

## مقارنة بين البلدين
هذه مقارنة عامة ومرجعية للدولتين:
| وجه المقارنة                                              | رواندا                                        | روسيا                                   |
| --------------------------------------------------------- | --------------------------------------------- | --------------------------------------- |
| المساحة (كم2)                                             | 26.34 ألف                                     | 17.08 مليون                             |
| عدد السكان (نسمة)                                         | 12.21 مليون                                   | 146.80 مليون                            |
| الكثافة السكانية (ن./كم²)                                 | 463.55                                        | 8.59                                    |
| العاصمة                                                   | كيغالي                                        | موسكو                                   |
| اللغة الرسمية                                             | اللغة الكينيارواندا، لغة إنجليزية، لغة فرنسية | اللغة الروسية                           |
| العملة                                                    | فرنك رواندي                                   | روبل روسي                               |
| الناتج المحلي الإجمالي (بليون دولار)                      | 9.14 مليار                                    | 1.58 تريليون                            |
| الناتج المحلي الإجمالي (تعادل القوة الشرائية) بليون دولار | 20.46 مليار                                   | 3.69 تريليون                            |
| الناتج المحلي الإجمالي الاسمي للفرد دولار أمريكي          | 697                                           | 9.09 ألف                                |
| الناتج المحلي الإجمالي للفرد دولار أمريكي                 | 1.66 ألف                                      |                                         |
| مؤشر التنمية البشرية                                      | 0.483                                         | 0.798                                   |
| رمز المكالمات الدولي                                      | +250                                          | +7                                      |
| رمز الإنترنت                                              | .rw                                           | .ru، .рф، .рус ‏، .su                    |
| المنطقة الزمنية                                           | ت ع م+02:00                                   | Magadan Time ‏، ت ع م+02:00، ت ع م+12:00 |

## منظمات دولية مشتركة
يشترك البلدان في عضوية مجموعة من المنظمات الدولية، منها:
| علم المنظمة | اسم المنظمة                        | تاريخ انضمام رواندا | تاريخ انضمام روسيا |
| ----------- | ---------------------------------- | ------------------- | ------------------ |
|             | مؤسسة التنمية الدولية              | 30 سبتمبر 1963      | 16 يونيو 1992      |
|             | يونسكو                             | 7 نوفمبر 1962       | 21 أبريل 1954      |
|             | مؤسسة التمويل الدولية              | 6 نوفمبر 1975       | 12 أبريل 1993      |
|             | منظمة حظر الأسلحة الكيميائية       | ?                   | ?                  |
|             | الأمم المتحدة                      | 18 سبتمبر 1962      | 24 أكتوبر 1945     |
|             | الاتحاد الدولي للاتصالات           | 12 ديسمبر 1962      | 1866               |
|             | منظمة الشرطة الجنائية الدولية      | ?                   | 27 سبتمبر 1990     |
|             | مجلس الأمن التابع للأمم المتحدة    | 2013                | 24 ديسمبر 1991     |
|             | الاتحاد البريدي العالمي            | ?                   | ?                  |
|             | البنك الدولي للإنشاء والتعمير      | 30 سبتمبر 1963      | 16 يونيو 1992      |
|             | وكالة ضمان الاستثمار متعدد الأطراف | 27 سبتمبر 2002      | 29 ديسمبر 1992     |
|             | منظمة التجارة العالمية             | ?                   | 22 أغسطس 2012      |

## وصلات خارجية
- موقع وزارة الخارجية الرواندية
- موقع وزارة الخارجية الروسية